# Чиндагатай
Чиндагатай — село в Александрово-Заводском районе Забайкальского края России. Административный центр сельского поселения «Чиндагатайское». Основано в 1810 году.

## География
Село находится в юго-восточной части района, на берегах реки Чиндагатай (приток Верхней Борзи), на расстоянии примерно 25 км (по прямой) к юго-востоку от села Александровский Завод, административного центра района. Абсолютная высота — 691 м над уровнем моря.
Климат
Климат характеризуется как резко континентальный с продолжительной холодной малоснежной зимой и сравнительно тёплым летом. Средняя температура воздуха самого холодного месяца (января) составляет −26,8 °C; средняя температура самого тёплого месяца (июля) — 17,1 °C. Среднегодовое количество атмосферных осадков составляет 350—410 мм. Продолжительность безморозного периода составляет от 110 до 120 дней в году.
Часовой пояс
Село Чиндагатай находится в часовой зоне МСК+6. Смещение применяемого времени относительно UTC составляет +9:00.

## Население
| 1989 | 2002 | 2010 | 2021 |
| ---- | ---- | ---- | ---- |
| 601  | ↘529 | ↘409 | ↘262 |

Половой состав
По данным Всероссийской переписи населения 2010 года, в гендерной структуре населения мужчины составляли 48,9 %, женщины — соответственно 51,1 %.
Национальный состав
Согласно результатам переписи 2002 года, в национальной структуре населения русские составляли 98 %.

## Улицы
| - ул. Заречная, - ул. Колхозная, - ул. Комсомольская, - ул. Кооперативная, | - ул. Лесная, - ул. Молодёжная, - ул. Нагорная, - ул. Новая, | - ул. Речная, - ул. Советская, - ул. Школьная. |

## Инфраструктура
В селе функционируют средняя общеобразовательная школа и фельдшерско-акушерский пункт.